# Desmognathus fuscus

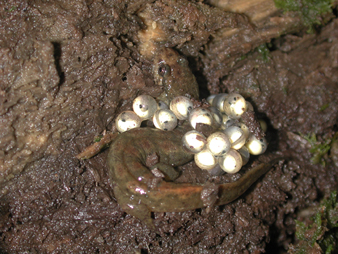
Dusky salamander with eggs ở Page County, Virginia

Dusky Salamander (Desmognathus fuscus) là một loài lưỡng cư thuộc họ Plethodontidae. Loài này có ở miền đông Bắc Mỹ từ miền đông Canada ở New Brunswick phía nam tới một số vùng ở Florida và về phía tây tới Louisiana.

## Hình ảnh

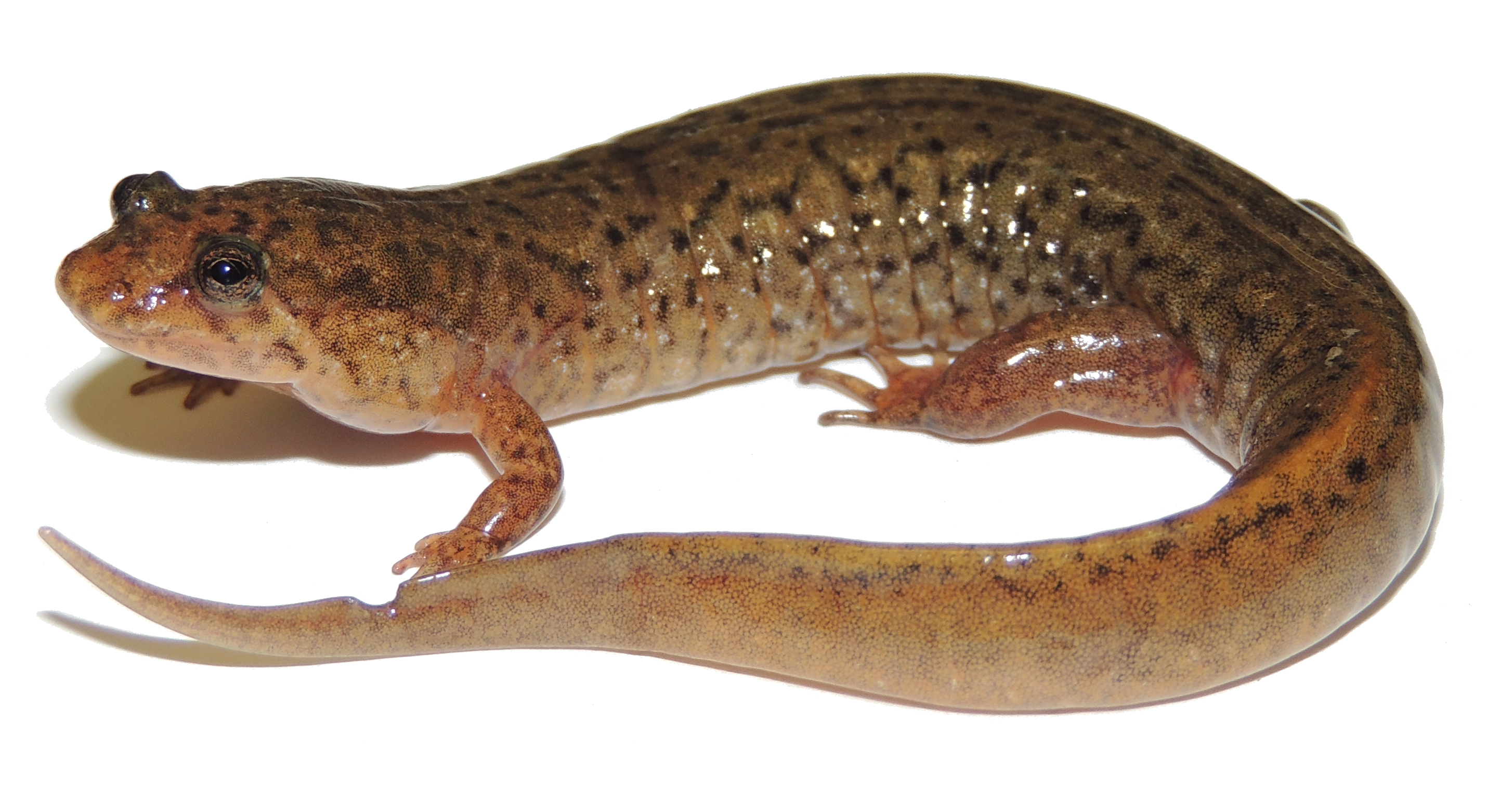